# El Ojo de Agua, Jalisco
El Ojo de Agua är en ort i Mexiko.   Den ligger i kommunen Arandas och delstaten Jalisco, i den centrala delen av landet, 400 km väster om huvudstaden Mexico City. El Ojo de Agua ligger 2 013 meter över havet och antalet invånare är 103.
Terrängen runt El Ojo de Agua är platt västerut, men österut är den kuperad. Runt El Ojo de Agua är det ganska tätbefolkat, med 72 invånare per kvadratkilometer. Närmaste större samhälle är Arandas, 4,7 km norr om El Ojo de Agua. I omgivningarna runt El Ojo de Agua växer huvudsakligen savannskog.